# Galopin (cheval)
Pour les articles homonymes, voir Galopin.
Galopin  (1872-1899) est un cheval de course pur-sang, vainqueur du Derby d'Epsom et étalon extrêmement influent.

## Carrière
Âgé de quelques mois, Galopin passe aux ventes sous la mère et ils trouvent preneurs pour 100 Guinées. Un an plus tard, le poulain repasse seul sur le ring et le Prince Batthyány, aristocrate hongrois qui élève des chevaux en Angleterre, dans le Suffolk, fait tomber le marteau à 520 Guinées sur les conseils de son entraîneur privé, John Dawson, lequel l'installe dans l'écurie du prince, Warren House, à Newmarket dans le Suffolk.  
Galopin débute fin avril 1874 par une victoire sur tapis vert après une réclamation contre le jockey de Cachmere, arrivé premier. Il enchaîne par deux succès lors du meeting de Royal Ascot en juin, puis après une pause tout l'été, il revient à l'automne disputer le Middle Park Plate, la plus importante course pour les 2 ans anglais. Il y perd son invincibilité, terminant troisième, mais victime d'un parcours épouvantable où il a failli chuter dans les derniers hectomètres. John Dawson estime tellement son poulain qu'il propose à son propriétaire d'affronter en duel le 5 ans Prince Charlie, lauréat des 2000 Guinées 1872 et meilleur sprinter du pays ; mais Batthyány refuse, de crainte de donner une course dure à son protégé. À la place, Galopin dispute deux courses nommées Sweep Stakes, il gagne la première et n'effectue qu'un galop d'entraînement dans la seconde, n'ayant pas d'adversaire.  
En 1875, Galopin pour sa rentrer affronte en une "match race" la pouliche de Henry Chaplin Stray Shot, passée à la postérité en tant que poulinière, elle qui fonda une lignée d'où descendent une multitude de champions du XXe siècle, de Tourbillon à Rail Link, de Dahlia à Sinndar en passant par Seattle Slew, Akiyda, Mr. Prospector et bien d'autres. L'affrontement, extraordinaire par anticipation, entre ces deux futurs piliers de l'élevage mondial, se solde par une victoire sans appel de Galopin. Promu favori du Derby, il l'emporte facilement, ralenti par son jockey Jack Morris. Curieusement, à la suite de ce succès sur 2 400 mètres, Dawson raccourci son poulain et le fait signer un doublé dans les Fern Hill Stakes à Royal Ascot, sur 1 000 mètres. Pas engagé dans le St. Leger, Galopin revient à l'automne pour une autre "match race", contre Lowlander, lauréat de la Royal Hunt Cup et des All-Aged Stakes. Il achève sa saison par un succès dans le Newmarket Derby où il défait facilement Craig Millar, vainqueur quelques semaines plus tôt du St. Leger. On ne le reverra plus. On raconte que le Prince Batthyány, de constitution faible et souffrant du cœur (il mourra d'une crise cardiaque en 1883) craignait que l'excitation de voir son cheval en piste lui coûtât la vie par excès d'émotion. Presque invincible si on lui accorde l'absolution pour sa mésaventure dans le Middle Park Plate, Galopin se retire au haras avec un statut de champion que l'hebdomadaire The Sporting Times confirme en 1886 lorsque, interrogeant un panel de cent spécialistes de la chose hippique quant au meilleur cheval de l'histoire des courses anglaises, il se trouve classé 19ème.

### Résumé de carrière
| Date        | Hippodrome  | Pays        | Course                    | Distance    | Jockey      | Place       | Écart       | Vainqueur ou deuxième |
| 1874, 2 ans | 1874, 2 ans | 1874, 2 ans | 1874, 2 ans               | 1874, 2 ans | 1874, 2 ans | 1874, 2 ans | 1874, 2 ans | 1874, 2 ans           |
| ----------- | ----------- | ----------- | ------------------------- | ----------- | ----------- | ----------- | ----------- | --------------------- |
| 29 avril    | Epsom       | Royaume-Uni | Hyde Park Plate           | 800 m       | ―           | 1er / 18    | ―           | Cachmere              |
| Juin        | Ascot       | Royaume-Uni | Fern Hill Stakes          | 1 000 m     | ―           | 1er         | 5           | Slumber               |
| Juin        | Ascot       | Royaume-Uni | New Stakes                | 1 000 m     | John Morris | 1er / 11    | 1 ½         | Vae Victis            |
| Octobre     | Newmarket   | Royaume-Uni | Middle Park Plate         | 1 200 m     | ―           | 3e          | ―           | Plebeian              |
| ―           | Newmarket   | Royaume-Uni | Sweepstakes               | ―           | ―           | 1er         | 2           | Trésorier             |
| ―           | Newmarket   | Royaume-Uni | Sweepstakes               | ―           | ―           | 1er         | walkover    | walkover              |
| 1875, 3 ans |             |             |                           |             |             |             |             |                       |
| ―           | Newmarket   | Royaume-Uni | 500 Sovereign Match Race  | 1 600 m     | ―           | 1er / 2     | 8           | Stray Shot            |
| 26 mai      | Epsom       | Royaume-Uni | Derby                     | 2 400 m     | John Morris | 1er / 18    | 1           | Claremont             |
| Juin        | Ascot       | Royaume-Uni | Fern Hill Stakes          | 1 000 m     | ―           | 1er         | 4           | Bella                 |
| Octobre     | Newmarket   | Royaume-Uni | 1000 Sovereign Match Race | ―           | ―           | 1er / 2     | 1           | Lowlander             |
| ―           | Newmarket   | Royaume-Uni | Newmarket Derby           | 2 400 m     | ―           | 1er         | 4           | Craig Millar          |

## Au haras
Le meilleur est à venir pour Galopin, qui va s'affirmer comme un reproducteur hors pair, d'abord au haras du Prince Batthyány puis, après le décès de celui-ci en 1883, dans le haras de Blankney Hall, chez Henry Chaplin qui l'acquit pour £ 8 000. Pourtant, les éleveurs ont hésité à lui faire confiance, se méfiant de la double présence dans son pedigree de Blacklock, un étalon de tête mais doté d'un modèle affreux qu'il était réputé transmettre. Mais Galopin les convainc rapidement et obtient en 1888 le premier de ses trois titres de champion sire (1888, 1889, 1898) - il en obtiendra tout autant en tant que père de mères (1899, 1909, 1910). Galopin a donné cinq vainqueurs classiques : Donovan (Derby, St. Leger), Galliard et Disraeli (2000 Guinées), Galeottia et Aida (1000 Guinées).  
Mais le chef-d’œuvre de Galopin est un lauréat de Gold Cup nommé St. Simon, appelé à devenir l'un des plus grands étalons de l'histoire de l'élevage, toujours omniprésent dans les pedigrees plus d'un siècle après sa mort. Cependant l'influence de Galopin ne se limite pas à St. Simon, puisqu'il est aussi le père de mère d'un autre grand nom de l'histoire de l'élevage, Bayardo (père notamment de Gainsborough et Gay Crusader) et du fameux Flying Fox, dont le pedigree est marqué par un inbreeding très serré sur lui, 2x3. Aussi, avec une telle descendance, on trouve bien peu de pedigrees contemporains exempts du sang de Galopin, qui s'éteint en 1899, à 27 ans.

## Origines
Certains doutes subsistent quant à la paternité de Galopin, que d'aucuns attribuent non à Vedette, mais à Delight. Ces doutes sont apparus dès 1875 et, bien que l'éleveur de Galopin William Taylor Shape ait tenté de les lever dans la presse de l'époque, une étude génétique menée Barbara Wallner de l'université de Vienne tend à montrer que la lignée Galopin/St. Simon s'apparente à Byerley Turk plutôt qu'a Darley Arabian, ce qui accrédite la thèse selon laquelle Galopin serait un fils de Delight plutôt que de Vedette. Pour autant c'est bien en tant que fils de Vedette (un champion invaincu à 3 ans, lauréat des 2000 Guinées et du St. Leger) que Galopin est enregistré dans le stud-book, ce qui crée cet inbreeding 4x4 sur le laid mais talentueux Blacklock qui fit si peur aux éleveurs. 
Flying Duchess, la mère de Galopin, est une fille de The Flying Dutchman (un cheval de tenue, vainqueur du Derby, du St. Leger et de la Gold Cup) et de Merope, celle-ci étant quant à elle sans aucun doute une fille de Voltaire, sur lequel Galopin est donc inbred 3x3. Merope était une des meilleures pouliches de sa génération, deuxième des 1000 Guinées et des Oaks.

### Pedigree
| Origines de Galopin (GB), mâle bai né en 1872 | Origines de Galopin (GB), mâle bai né en 1872 | Origines de Galopin (GB), mâle bai né en 1872 | Origines de Galopin (GB), mâle bai né en 1872 |
| --------------------------------------------- | --------------------------------------------- | --------------------------------------------- | --------------------------------------------- |
| Père Vedette 1854                             | Voltigeur 1847                                | Voltaire 1826                                 | Blacklock                                     |
| Père Vedette 1854                             | Voltigeur 1847                                | Voltaire 1826                                 | mère par Phantom                              |
| Père Vedette 1854                             | Voltigeur 1847                                | Matha Lynn 1837                               | Mulatto                                       |
| Père Vedette 1854                             | Voltigeur 1847                                | Matha Lynn 1837                               | Leda                                          |
| Père Vedette 1854                             | Mrs Ridgway 1849                              | Birdcatcher 1833                              | Sir Hercules                                  |
| Père Vedette 1854                             | Mrs Ridgway 1849                              | Birdcatcher 1833                              | Guiccioli                                     |
| Père Vedette 1854                             | Mrs Ridgway 1849                              | Nan Darrell 1844                              | Inheritor                                     |
| Père Vedette 1854                             | Mrs Ridgway 1849                              | Nan Darrell 1844                              | Nell                                          |
| Mère Flying Duchess 1853                      | The Flying Dutchman 1846                      | Bay Middleton 1833                            | Sultan                                        |
| Mère Flying Duchess 1853                      | The Flying Dutchman 1846                      | Bay Middleton 1833                            | Cobweb                                        |
| Mère Flying Duchess 1853                      | The Flying Dutchman 1846                      | Barbelle 1836                                 | Sandbeck                                      |
| Mère Flying Duchess 1853                      | The Flying Dutchman 1846                      | Barbelle 1836                                 | Darioletta                                    |
| Mère Flying Duchess 1853                      | Merope 1841                                   | Voltaire 1826                                 | Blacklock                                     |
| Mère Flying Duchess 1853                      | Merope 1841                                   | Voltaire 1826                                 | mère par Phantom                              |
| Mère Flying Duchess 1853                      | Merope 1841                                   | Juniper Mare br. 1817                         | Juniper                                       |
| Mère Flying Duchess 1853                      | Merope 1841                                   | Juniper Mare br. 1817                         | mère par Sorcerer (famille 3-i)               |